# السنة الدولية للكيمياء

شعار السنة الدولية للكيمياء

السنة الدولية للكيمياء لعام 2011 (IYC 2011) تحتفل بإنجازات الكيمياء ومساهمتها في خدمة البشرية. وقد ظهر هذا التقدير للكيمياء بشكل رسمي من قِبل الأمم المتحدة في ديسمبر من العام 2008. وتم تنسيق أحداث السنة عن طريق الاتحاد الدولي للكيمياء البحتة والتطبيقية (IUPAC) وعن طريق منظمة اليونسكو، وهي منظمة الأمم المتحدة للتربية والعلوم والثقافة.

## الخلفية
تم تقديم قرار الأمم المتحدة الداعي إلى تنظيم «السنة الدولية للكيمياء لعام 2011» عن طريق إثيوبيا وبرعاية مشتركة من 23 دولة. وتمت إثارة القضية نظرًا لأن الكيمياء تقدم مساهمة هامة في تحقيق أهداف عقد الأمم المتحدة للتعليم من أجل التنمية المستدامة في الفترة من 2005-2014.

## الفكرة الرئيسية
كانت الفكرة الرئيسية للسنة الدولية للكيمياء لعام 2011 هي «الكيمياء حياتنا والكيمياء مستقبلنا»، والتي ركزت على «إنجازات الكيمياء وإسهاماتها» في رقي البشرية.” وكان الاحتفال يهدف إلى زيادة الوعي بالكيمياء لدى العامة ولجذب صغار الشباب نحو هذا المجال؛ وأيضًا لإبراز دور الكيمياء في حل المشكلات العالمية.

## الفعاليات
تم تنظيم أحداث السنة الدولية للكيمياء لعام 2011 عن طريق الجمعيات الوطنية للكيمياء، مثل الجمعية الأمريكية للكيمياء والجمعية الملكية للكيمياء والجمعية البرازيلية للكيمياء و جمعية صناعة الكيمياء والمعهد الأسترالي الملكي للكيمياء وعن طريق مؤسسات الكيمياء الإقليمية، مثل الرابطة الأوروبية للعلوم الكيميائية والجزيئية واتحاد الجمعيات الإفريقية للكيمياء.
ويتوفر لدى موقع السنة الدولية للكيمياء على الويب قائمة كاملة بالفعاليات. وقد تم الإعلان عن الفعاليات المجدولة على شكل:- مؤتمرات وتجمعات وندوات وأسواق خيرية ومعارض وعروض وحفلات افتتاح ضخمة ومحاضرات واجتماعات ومناقشات مفتوحة وورش عمل واحتفالات ومعارض واختبارات.
وقد أقيم حفل الختام للسنة الدولية للكيمياء في بروكسل في بلجيكا في 1 ديسمبر 2011.

### بعض الفعاليات الهامة
- راجع موقع السنة الدولية للكيمياء على الويب لمعرفة القائمة الكاملة.

#### فرنسا
أقيم حفل الافتتاح الرسمي للسنة الدولية للكيمياء لعام 2011 في 27-28 يناير في باريس في المقر الرئيسي لمنظمة الأمم المتحدة للتربية والعلوم والثقافة (UNESCO). وقد حضر الاجتماع ما يربو عن 1000 مندوب من 60 دولة. وحضر أربعة من الفائزين بجائزة نوبل. وألقى المدير العام لمنظمة اليونسكو إيرينا بوكوفا خطاب الافتتاح.

#### سويسرا
في فبراير من العام 2011، أصدرت هيئة البريد السويسرية طابع بريد لنموذج جزيء فيتامين ج للاحتفال بالسنة الدولية للكيمياء. وقد قام الكيميائي السويسري تاديوس رايششتاين بتخليق الفيتامين للمرة الأولى في العام 1933.

#### المملكة المتحدة
احتفلت الجمعية الملكية للكيمياء بالسنة الدولية للكيمياء لعام 2011 عن طريق استعراض الاكتشافات الكيميائية الأكثر أهمية منذ الألفية.

#### أستراليا
تم عقد مؤتمر دولي كحدث رسمي للسنة الدولية للكيمياء في الموقع المدرج ضمن قائمة اليونسكو لمواقع التراث العالمي جزيرة لورد هاوي (Lord Howe Island) في الفترة من 14-18 أغسطس بعنوان «نحو التركيب الضوئي الصناعي العالمي: الطاقة وكيمياء النانو والحوكمة».

#### كندا
شهدت كندا مظاهر كثيرة احتفالاً بسنة الكيمياء. فقد شاركت 32 جامعة في أنحاء كندا.
وعقدت جامعة دالهاوسي «ملتقى الكيمياء» في السابع من مايو. وشمل الملتقى جولة في أحد معامل الكيمياء وأطعمة ومسيرات.

#### الهند
خصصت كلية اقرأ إتش جيه ثيم (H.J. Thim) للآداب والعلوم في ميهرون، في مدينة جالجاون، في ولاية ماهاراشترا في الهند وقتًا للاحتفال بالسنة الدولية للكيمياء لعام 2011 في السنة الأكاديمية 2011-2012.

## وصلات خارجية
- IYC 2011 Home page
- Stamps Released On IYC 2011
- International Year of Chemistry Global Experiment